# Eesha Karavade
Eesha Sanjay Karavade (* 21. November 1987 in Pune, Maharashtra) ist eine indische Schachspielerin. Sie trägt die Titel Internationaler Meister (IM) und Großmeister der Frauen (WGM).

## Erfolge
Zum ersten Mal international machte Eesha Karavade auf sich aufmerksam bei den britischen Jugendmeisterschaften im Jahr 2000 in Street (Somerset), bei denen traditionell alle Commonwealth-Mitglieder teilnehmen können. Dort konnte sie in der Kategorie U-14 sowohl in der offenen Klasse als auch bei den Mädchen den Titel erringen. Bei der U-20-Weltmeisterschaft 2004 in Kochi wurde sie hinter Jekaterina Korbut und Elisabeth Pähtz Dritte. Bei der asiatischen Einzelmeisterschaft der Frauen 2011 in Maschhad wurde Eesha Karavade hinter D. Harika und Phạm Lê Thảo Nguyên ebenfalls Dritte. Bei der 38. National Premier-Einzelmeisterschaft der Frauen in 2011 in Chennai war sie Zweite. Sie war dort mit acht Punkten aus elf Partien punktgleich mit der Gewinnerin Mary Ann Gomes.

## Nationalmannschaft
Für die indische Frauennationalmannschaft spielte sie bei der Asienmeisterschaft 2003 in Jodhpur, 2009 in Kalkutta, 2012 in Zaozhuang und 2014 in Täbris, wobei Indien 2009 und 2012 mit Eesha Karavade am zweiten Brett spielend sowie 2014 mit ihr am dritten Brett den zweiten Platz belegen konnte. Bei der Mannschafts-WM der Frauen 2009 in Ningbo erhielt sie eine individuelle Silbermedaille für ihr Ergebnis von sechs Punkten aus neun Partien am dritten Brett. Sie blieb dabei ungeschlagen. Bei der Schacholympiade 2010 in Chanty-Mansijsk spielte sie ebenfalls am dritten Brett der indischen Frauennationalmannschaft, bei der Schacholympiade 2012 in Istanbul spielte sie am zweiten, bei der Schacholympiade 2014 in Tromsø am dritten und bei der Mannschafts-WM 2013 in Astana am Spitzenbrett. Außerdem vertrat sie Indien auch beim Schachwettbewerb der Frauen der Asienspiele 2010 in Guangzhou und beim Schachwettbewerb der Hallen-Asienspiele 2009 in Hanoi.

## Titel und Rating
Im November 2003 wurde ihr der Titel Internationaler Meister der Frauen (WIM) verliehen. Die Normen hierfür erzielte sie bei der indischen Einzelmeisterschaft der Frauen im Januar 2003 in Mumbai, bei der asiatischen Mannschaftsmeisterschaft im April 2003 sowie mit Übererfüllung bei der U-20-WM im Juli 2003 in  Naxçıvan.
Großmeister der Frauen (WGM) ist sie als achte Inderin, der dies gelang, seit Oktober 2005. Die erforderlichen Normen erzielte sie bei ihrem dritten Platz bei der U-20-WM im November 2004, beim Dubai Open im April 2005, bei dem sie unter anderem gegen den Großmeister Oleksandr Areschtschenko gewinnen konnte, sowie beim 23. Schachfestival in Balatonlelle im Juni 2005.
Sie sammelte zwischen Juli 2006 und September 2009 sechs Normen zum Erhalt des Titels Internationaler Meister (IM), bis er ihr im April 2010 verliehen wurde. Die erforderliche Elo-Zahl von 2400 hatte sie erst im November 2009 überschritten. Ihre erste IM-Norm erzielte sie beim 11. Internationalen Open im Juli 2006 in Balaguer, die zweite beim 3. IGB Dato Arthur Tan Malaysia Open vier Wochen später in Kuala Lumpur, die dritte beim 9. Dubai Open im April 2007, weitere beim internationalen Open in Philadelphia im Juni 2008, bei der internationalen Meisterschaft von Paris im Juli 2009 sowie eine sechste IM-Norm mit Übererfüllung bei der Frauen-Mannschafts-WM im September 2009.
Beim 40. World Open im Juli 2012 in Philadelphia übererfüllte sie eine Norm zum Erhalt des Großmeister-Titels (GM).
Mit ihrer höchsten Elo-Zahl von 2425 im November 2016 lag sie auf dem vierten Platz der indischen Elo-Rangliste der Frauen und dem 49. Platz der Frauenweltrangliste.